# Маллой, Гарднар
Гарднар Патнам Маллой (англ. Gardnar Putnam Mulloy; 22 ноября 1913, Вашингтон — 14 ноября 2016, Майами) — американский теннисист. За свою карьеру Маллой пять раз выигрывал турниры Большого шлема в мужском парном разряде, в последний раз — в возрасте 43 лет на Уимблдонском турнире. Он также был финалистом чемпионата США в одиночном разряде и трёхкратным обладателем Кубка Дэвиса в составе сборной США. Маллой, выигравший десятки званий чемпиона США на всех видах покрытий среди ветеранов, является членом Международного зала теннисной славы с 1972 года.

## Биография
Гарднар Маллой родился в Вашингтоне, но уже в детстве переехал с семьёй в Майами, где прошла вся его дальнейшая жизнь. В молодости он был универсальным атлетом и после поступления в Университет Майами представлял сборные вуза по американскому футболу и боксу прежде, чем сосредоточиться на теннисе. Также считался одним из сильнейших прыгунов в воду во Флориде. После нескольких лет выступлений за университетскую команду в качестве игрока Маллой возглавил её как тренер, сумев выбить спортивную стипендию для эквадорца Панчо Сегуры, у которого не было законченного среднего образования.
Получив юридическое образование, Маллой занимал должность менеджера отделения старших степеней Университета Майами. С началом Второй мировой войны Гарднар попытался пойти добровольцем в авиацию, но не прошел по возрасту, и в итоге он оказался на флоте в должности спортивного инструктора. Позже ему удалось попасть в действующие части и в звании лейтенанта получить под своё командование танкодесантный корабль. Вверенный ему экипаж успешно провёл четыре высадки — в Анцио, Салерно, Южной Франции и Северной Африке, а сам он был награждён флотской Похвальной медалью. Последние годы военной службы Маллой провёл в показательных выступлениях в госпиталях и на базах, в которых вместе с ним также участвовал 52-летний Билл Тилден.
В послевоенное время вернулся в теннис и продолжал участвовать в соревнованиях на общих началах до 57-летнего возраста, только после этого перейдя в ветеранские турниры. 
В течение 55 лет Маллой был женат на Мадлен Чени, а после её смерти в 1993 году вступил в брак с Жаклин Майер. Выпустил две автобиографические книги — «Воля к победе» (1959) и «Как это было» (2009). Он также был вместе с Глэдис Хелдман основателем Объединённого теннисного фонда и журнала World Tennis.
В 2013 году Маллой стал первым членом Международного зала теннисной славы, отметившим своё столетие. Он не курил, не пил, соблюдал диету и рассчитывал дожить до 140 лет.

## Игровая карьера
Когда Гарднару Маллою было 11 лет, его отец Робин построил на заднем дворе их дома теннисный корт. С этого времени начались его занятия теннисом, и впоследствии они с Робином трижды (в 1939, 1941 и 1942 годах) выигрывали чемпионат США для пар, состоящих из отца и сына. В Университете Майами Гарднар стоял у истоков создания теннисной сборной, в которой сначала играл, а потом тренировал, сумев привлечь в неё будущих членов Международного зала теннисной славы Бобби Риггса, Джека Креймера и Панчо Сегуру. К началу Второй мировой войны он входил в десятку сильнейших игроков США. Три года подряд, начиная с 1940 года, Маллой играл в финале чемпионата США в мужском парном разряде, завоевав свой первый титул в 1942 году. Сразу после войны, в возрасте 31 года, он продолжил серию финалов, одержав ещё две победы в 1945 и 1946 годах. В финале 1946 года Маллой и Билл Талберт отыграли в финале, растянувшемся на пять сетов и 74 гейма, семь матч-болов у своих соперников. Свой четвёртый титул чемпиона США Маллой завоевал двумя годами позже, причём Талберт разделил с ним это звание в третий раз подряд.
С 1946 года Маллой также выступал за сборную США в Кубке Дэвиса, выиграв все три одиночных встречи и 8 из 11 парных. Благодаря его участию американская сборная вернула себе этот трофей в 1946 году, а затем в 1948 и 1949 годах успешно его защищала в раунде вызова против австралийцев. В послевоенные годы Маллой начал выступать в теннисных турнирах на других континентах, в 1947 году дошел до полуфинала чемпионата Австралии, на следующий год — до полуфинала Уимблдонского турнира, а в 1950 и 1951 годах дважды подряд становился финалистом чемпионата Франции в парном разряде.
В 1952 году Маллой, которому было тогда почти 39 лет, дошёл до финала чемпионата США в одиночном разряде, проиграв в итоге австралийцу Фрэнку Седжмену. Это позволило ему впервые в карьере возглавить национальный теннисный рейтинг, публикуемый Ассоциацией тенниса Соединённых Штатов (USTA). В паре с Талбертом он также возглавил парный рейтинг USTA. В мировом теннисном рейтинге, публикуемом газетой Daily Telegraph, американец был поставлен на седьмое место. 
Через пять лет 43-летний Маллой в паре с 33-летним Баджем Патти выиграл парный мужской Уимблдонский теннисный турнир. Они стали самыми возрастными победителями соревнований со времён Первой мировой войны. На Открытом чемпионате США Патти и Маллой дошли до финала, став самой возрастной парой в его истории, которой удалось достичь этой стадии турнира, но проиграли более молодым Эшли Куперу и Нилу Фрейзеру. В том же году Маллой в последний раз сыграл за сборную США, по сей день оставаясь самым возрастным игроком в её истории. В истории Уимблдона он оставался самым возрастным чемпионом вплоть до 2003 года, когда 46-летняя Мартина Навратилова выиграла соревнования в миксте, но сохранил это достижение среди мужчин-теннисистов.
Иаллой продолжал выступать в турнирах Большого шлема до 1971 года, когда ему уже исполнилось 57 лет, и успел застать первые годы Открытой эры, когда к участию в этих турнирах были допущены теннисисты-профессионалы. После этого он посвятил себя участию в соревнованиях ветеранов. Играл на чемпионатах США на всех видах кортов (травяных, грунтовых, открытых хардовых и крытых) и после своего 90-летия, в общей сложности за карьеру выиграл 129 титулов в различных возрастных категориях.
В 1972 году имя Гарднара Маллоя было включено в списки Национального (позже Международного) зала теннисной славы. В общей сложности он является членом девяти разных залов славы. В 1996 году Международная федерация тенниса (ITF) назвала в честь Маллоя турнир ветеранов в возрасте старше 80 лет в знак признания его заслуг в ранний период развития ветеранского тенниса, а в 2013 году в его честь был назван участок шоссе в Майами.

## Финалы турниров Большого шлема за карьеру

### Одиночный разряд (0-1)
| Результат | Год  | Турнир        | Соперник в финале | Счёт в финале |
| --------- | ---- | ------------- | ----------------- | ------------- |
| Поражение | 1952 | Чемпионат США | Фрэнк Седжмен     | 1-6, 2-6, 3-6 |

### Парный разряд (5-9)
| Результат | Год  | Турнир                  | Партнёр       | Соперники в финале          | Счёт в финале             |
| --------- | ---- | ----------------------- | ------------- | --------------------------- | ------------------------- |
| Поражение | 1940 | Чемпионат США           | Уэйн Сабин    | Джек Креймер Тед Шрёдер     | 7-6, 4-6, 2-6             |
| Поражение | 1941 | Чемпионат США (2)       | Генри Прусофф | Джек Креймер Тед Шрёдер     | 4-6, 6-8, 7-9             |
| Победа    | 1942 | Чемпионат США           | Билл Талберт  | Сидней Вуд Тед Шрёдер       | 9-7, 7-5, 6-1             |
| Победа    | 1945 | Чемпионат США (2)       | Билл Талберт  | Джек Туэро Боб Фалкенбург   | 12-10, 8-10, 12-10, 6-2   |
| Победа    | 1946 | Чемпионат США (3)       | Билл Талберт  | Фрэнк Гернси Дон Макнил     | 3-6, 6-4, 2-6, 6-3, 20-18 |
| Поражение | 1948 | Уимблдонский турнир     | Том Браун     | Джон Бромвич Фрэнк Седжмен  | 7-5 5-7, 5-7, 7-9         |
| Победа    | 1948 | Чемпионат США (4)       | Билл Талберт  | Фрэнк Паркер Тед Шрёдер     | 1-6, 9-7, 6-3, 3-6, 9-7   |
| Поражение | 1949 | Уимблдонский турнир (2) | Тед Шрёдер    | Панчо Гонсалес Фрэнк Паркер | 4-6, 4-6, 2-6             |
| Поражение | 1950 | Чемпионат Франции       | Дик Савитт    | Кен Макгрегор Фрэнк Седжмен | 2-6, 6-2, 7-9, 5-7        |
| Поражение | 1950 | Чемпионат США (3)       | Билл Талберт  | Джон Бромвич Фрэнк Седжмен  | 5-7, 6-8, 6-3, 1-6        |
| Поражение | 1951 | Чемпионат Франции (2)   | Дик Савитт    | Кен Макгрегор Фрэнк Седжмен | 3-6, 4-6, 4-6             |
| Поражение | 1953 | Чемпионат США (4)       | Билл Талберт  | Мервин Роуз Рекс Хартвиг    | 4-6, 6-4, 4-6, 2-6        |
| Победа    | 1957 | Уимблдонский турнир     | Бадж Патти    | Нил Фрейзер Лью Хоуд        | 8-10, 6-4, 6-4, 6-4       |
| Поражение | 1957 | Чемпионат США (5)       | Бадж Патти    | Эшли Купер Нил Фрейзер      | 6-4, 3-6, 7-9, 3-6        |

### Парный разряд (0-1)
| Результат | Год  | Турнир              | Партнёр      | Соперники в финале     | Счёт в финале |
| --------- | ---- | ------------------- | ------------ | ---------------------- | ------------- |
| Поражение | 1956 | Уимблдонский турнир | Алтея Гибсон | Ширли Фрай Вик Сейксас | 6-2, 2-6, 5-7 |

## Финалы Кубка Дэвиса за карьеру
| Результат | Год  | Место проведения    | Команда США                                   | Соперники в финале                               | Счёт |
| --------- | ---- | ------------------- | --------------------------------------------- | ------------------------------------------------ | ---- |
| Победа    | 1946 | Мельбурн, Австралия | Дж. Креймер, Г. Маллой, Т. Шрёдер             | Австралия: Дж. Бромвич, А. Квист, Д. Пейлс       | 5-0  |
| Победа    | 1948 | Нью-Йорк, США       | Г. Маллой, Ф. Паркер, Б. Талберт, Т. Шрёдер   | Австралия: А. Квист, К. Лонг, Б. Сидуэлл         | 5-0  |
| Победа    | 1949 | Нью-Йорк            | Р. Гонсалес, Г. Маллой, Б. Талберт, Т. Шрёдер | Австралия: Дж. Бромвич, Ф. Седжмен, Б. Сидуэлл   | 5-0  |
| Поражение | 1950 | Нью-Йорк            | Т. Браун, Г. Маллой, Т. Шрёдер                | Австралия: Дж. Бромвич, К. Макгрегор, Ф. Седжмен | 1-4  |
| Поражение | 1953 | Мельбурн, Австралия | Не участвовал                                 | Австралия                                        | 2-3  |